# 2 Modliński Pułk Artylerii Ciężkiej
2(202) Modliński Pułk Artylerii Ciężkiej (2 pac) – oddział artylerii ciężkiej Wojska Polskiego we Francji.
Pułk został sformowany w Thenezay, w składzie 2 Dywizji Strzelców Pieszych.

## Formowanie i zmiany organizacyjne
31 stycznia 1940 roku rozkazem dowódcy 2 Dywizji Piechoty z Dywizyjnego Ośrodka Artylerii rozpoczęto formowanie 2 pułku artylerii ciężkiej. Miejscem formowania pułku była miejscowość Thenezay w rejonie Parthenay. Następnie zmieniono miejsce formowania pułku na miejscowość La Ferreirę. W tworzonym pułku oficerowie wywodzili się niemal w całości z Polski, większość podoficerów również, natomiast 30% szeregowych spośród ochotników przybyłych z kraju. Pozostali wywodzili się z poborowych z Polonii zamieszkałej we Francji i Belgii. Od 23 maja pułk przegrupowano do strefy frontowej, w miejsce pułków 1 Dywizji Grenadierów. Przed odejściem pułku do strefy frontowej pułk otrzymał pełną nazwę "202 Modliński Pułk Artylerii Ciężkiej". Po przewiezieniu do strefy frontowej pułk przystąpił do intensywnych ćwiczeń, w tym do zgrywania zaprzęgów i działań manewrowych.

## Walki pułku
W celu wzmocnienia francuskiej 8 Armii, dowództwo francuskie zdecydowało się włączyć 2 DSP w skład 45 Korpusu Piechoty, dowodzonego przez gen. Mariusa Daille'a.
Pierwsze rozkazy dowódcy korpusu dotyczące 2 DSP i jej artylerii wydane zostały 12 czerwca 1940. Zadanie dotyczyło pozostawienia artylerii dywizyjnej w odwodzie. 16 czerwca w godzinach wieczornych 45 Korpus Armijny znajdował się w trudnym położeniu taktycznym. II dywizjon pułku został zbombardowany w godzinach popołudniowych w lesie w okolicach Urccery. Jego dowódca gen. Daille nakazał przesunięcie 2 DSP w nocy z 16 na 17 czerwca dwiema kolumnami w kierunku południowym na Besançon. I dywizjon i dowództwo 202 pac maszerowali w kolumnie 6 pułku strzelców pieszych, a II dywizjon w kolumnie 4 pułku strzelców pieszych, z zadaniem wsparcia tych pułków. Pierwszy kontakt z nieprzyjacielem nastąpił około 13:30 w rejonie Maiche. Nieprzyjaciel nacierał z kierunku Frambouhans. Oddziały piechoty wsparte artylerią nie pozwoliły na wdarcie się wroga do Maiche. Nocą z 18 na 19 czerwca pułk przegrupował się na nowe stanowiska. 19 czerwca o 7:30, II dac wsparł ogniem kontratak III/4 psp. Czołgi przeciwnika zbliżające się z kierunku Charguemont zostały powstrzymane. Na odcinku północnym w rejonie St. Hippolyte, walkę z nieprzyjacielem rozpoczęto około 11:30. Dywizjony ześrodkowały ogień na ugrupowaniu przeciwnika. Pułk prowadził ognie zaporowe na rozwijające się do natarcia piechotę i czołgi niemieckie. Niektóre lufy dział nie wracały do pierwotnego położenia po strzale. Kanonierzy dopychali je gołymi rękami, a rozgrzane lufy wracały do właściwego położenia. Do późnych godzin wieczornych trwała walka ogniowa. Przerwał ją brak amunicji. Do końca dnia prowadził ogień II dywizjon do celów w rejonie miejscowości Damprichard. Dalsze uzupełnienie było niemożliwe. 5 bateria oddała ostatnie salwy na rejon Trevillers po godz. 20.00. Rozkaz dowódcy dywizji nakazał opuszczenie stanowisk i przejście do Szwajcarii. Baterie pułku w nocy z 19 na 20 czerwca przekroczyły granicę Szwajcarii. Pułk po zdaniu broni i amunicji został internowany na terenie Szwajcarii. 
W uznaniu zasług bojowych pułku żołnierze otrzymali 33 Krzyże Walecznych i 5 Croix de Guerre.

## Skład i obsada personalna
Dowództwo

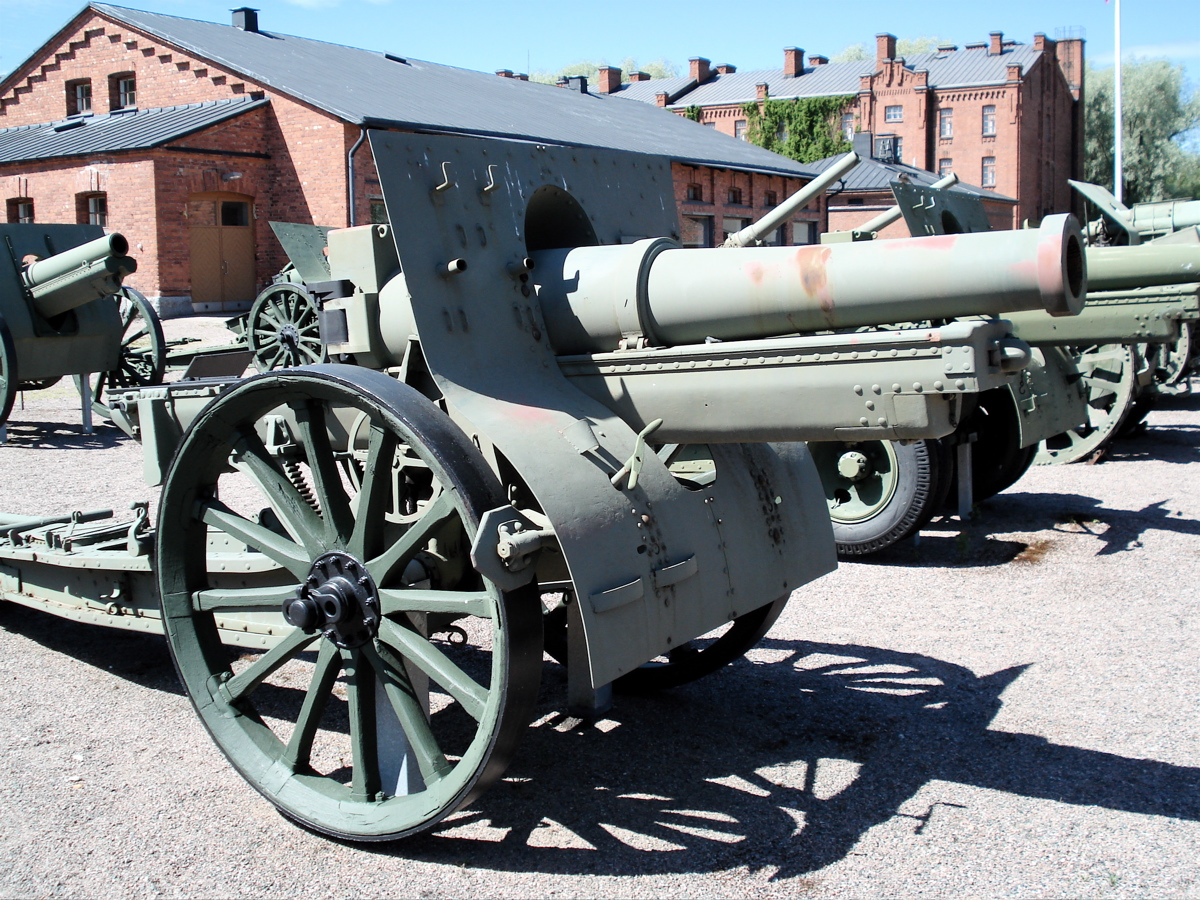
155 mm haubica wz. 1917

- dowódca – ppłk dypl. Edward Maliszewski[1]
- szef sztabu – kpt. dypl. Stanisław Marczyński[1]
- oficer łącznikowy – kpt. Adam Szpilczyński
- oficer obserwacyjny – por. Kazimierz Mrozowicki
- oficer łączności – kpt. Stefan Turkowski
- oficer radio – kpt. Czesław Czernik
- pluton topograficzny – kpt. Jerzy Ciemochowski
- kapelan – kpl. ks. Michał Krysiak

I dywizjon
- dowódca — mjr Marian Jan Sochański[1]
- zastępca – kpt. Marian Poraj – Jankowski
- 11 bateria – kpt. Mieczysław Dziekoński
- 12 bateria – kpt. Aleksander Poźniak
- 13 bateria – kpt. Kazimierz Szydłowski

II dywizjon
- dowódca — mjr dypl. Jerzy Włodarczyk[1]
- zastępca – kpt. dypl. Zenon Kropiński
- 14 bateria – kpt. Antoni Goździelski
- 15 bateria – kpt. Józef Otfinowski
- 16 bateria – kpt. Czesław Roman

Pułk liczył 1609 żołnierzy, w tym 49 oficerów, 221 podoficerów i 1339 szeregowych oraz 1132 konie.
Podstawowym uzbrojeniem jednostki były dwadzieścia cztery 155 mm haubice wz. 1917 o zaprzęgu konnym.